# Elson Brechtefeld
Elson Viney-Bartel Brechtefeld (* 2. März 1994) ist ein Gewichtheber aus Nauru.
2011 war er Dritter der Gewichtsklasse bis 56 Kilogramm bei den Pazifikspielen.
Er gewann 2013 eine Bronzemedaille in der Kategorie bis 69 kg bei den Pacific Mini Games. Im Jahr darauf ging er in der Gewichtsklasse bis 62 kg an den Start und wurde 13. bei den Commonwealth Games. 2015 erhielt er die Silbermedaille bei den Pazifikspielen. 2016 nahm er in der Kategorie bis 56 kg an den Olympischen Spielen in Rio de Janeiro teil und belegte den 15. Platz. Bei der Eröffnungsfeier war er der Fahnenträger seiner Mannschaft. 2019 siegte er in der Gewichtsklasse bis 55 kg bei den Pazifikspielen.